# Bianca Balti

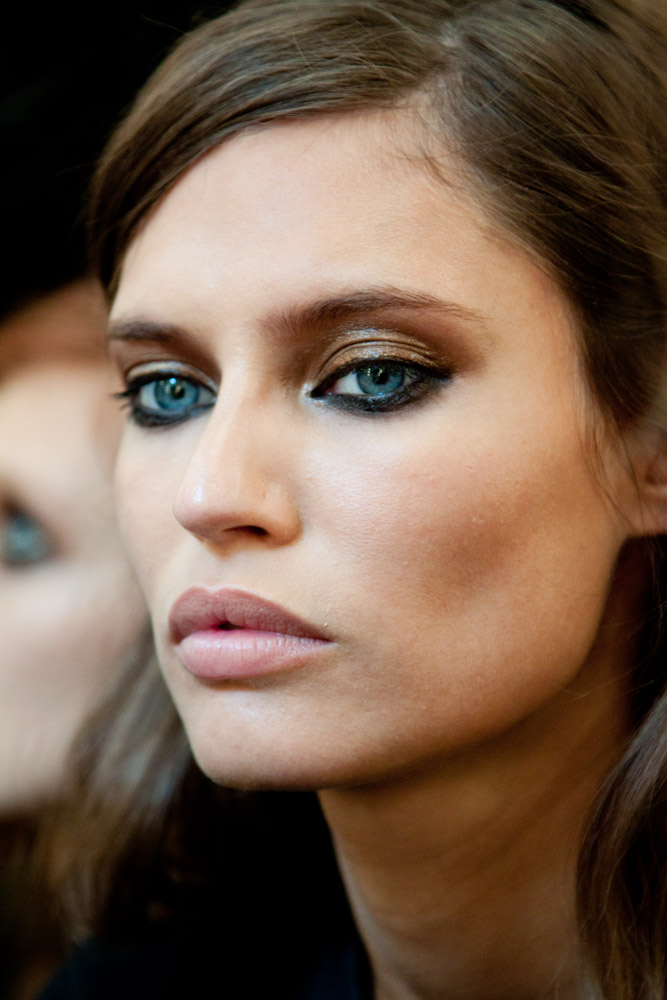
Bianca Balti

Bianca Balti (* 25. Mai 1984 in Lodi, Lombardei) ist ein italienisches Fotomodell.

## Leben
Balti bewarb sich zunächst bei zahlreichen Agenturen, wie auch 2003 bei Elite Model Management, die sie jedoch als „zu gewöhnlich und durchschnittlich“ („average and common“) ablehnte. Wenig später wurde sie in einem Supermarkt, in dem sie zur Finanzierung ihres Studiums in Web-Design arbeitete, von Bruno Pauletta entdeckt. Im Juli 2004 wurde sie schließlich von IMG Models unter Vertrag genommen und lief für Größen wie Dolce & Gabbana, Miu Miu, Hermès und Lanvin. Im gleichen Jahr war sie erstmals auf einem Titelblatt zu sehen, und zwar für das Magazin L’Officiel.
2005 war sie eines der Models bei Victoria’s Secret. 2017 ging Bianca Balti wieder zu den Castings für die Victoria’s Secret Show, teilte aber per Instagram mit, dass sie nicht genommen worden sei.
In dem Film Go Go Tales (2007) von Abel Ferrara spielte Balti eine Stripperin an der Seite von Willem Dafoe und Riccardo Scamarcio.

### Agenturen
- IMG Models – New York
- Brave Model Management
- Model Management Hamburg
- FM Model Agency
- Colors Model Management – Spanien
- Next Company[4]

### Laufsteg/Kampagnen (Auswahl)
Prada, Dolce & Gabbana, Marc Jacobs, Missoni, Versace, Hermès, Chanel, Moschino, Ralph Lauren, Valentino, Blumarine, Dsquared2, Balenciaga, Karl Lagerfeld, Christian Dior, Zac Posen, Gucci, John Galliano

### Titelcover (Auswahl)
Vogue, Marie Claire, GQ, Elle, Numéro, D, L’Officiel, Amica, Les Nouvelles Esthétiques, Harper’s Bazaar, Velvet

## Leben
Balti heiratete im Juni 2006 den römischen Fotografen Christian Lucidi. Das Paar hat eine gemeinsame Tochter, die 2007 geboren wurde, und ließ sich später scheiden. Mit ihrem zweiten Ehemann hat Balti eine weitere Tochter (* 2015) und lebt in Orange County, Florida.